# سليمان بدر العالم شاه (سلطان ترغكانو)
السلطان سليمان بدر العالم شاه بن السلطان زين العابدين الثالث (1 ديسمبر 1895 - 25 سبتمبر 1942) هو السلطان الرابع عشر لترغكانو من 21 مايو 1920 إلى 25 سبتمبر 1942.
بعد تنازل السلطان محمد شاه الثاني من ترغكانو في عام 1920، تولى شقيقه الأصغر، تونكو مودا سليمان العرش في 21 مايو 1920 ولُقّب بالسلطان سليمان بدر العالم شاه.
شهد عهده نمو القومية الملاوية في ترغكانو. خلال العشرينيات من القرن الماضي، أدى تزايد المشاعر المعادية لبريطانيا في ترغكانو إلى انتفاضات في أعوام 1922 و 1925 و 1928 قادها الحاج عبد الرحمن ليمبونج. قُمعت الانتفاضات من قبل البريطانيين ونفي القائد إلى مكة المكرمة، حيث توفي عام 1929.

## وفاته
توفي السلطان سليمان بدر العلم شاه في 25 سبتمبر 1942، وخلفه ابنه الأكبر تونكو علي، سلطانًا على ترغكانو. ودفن في ضريح عابدين الملكي في كوالا ترغكانو.